# Thanh Mai, Thái Nguyên
Thanh Mai là một xã thuộc tỉnh Thái Nguyên, Việt Nam.

## Địa lý
Xã Thanh Mai có vị trí địa lý:
- Phía đông giáp xã Tân Kỳ
- Phía tây giáp xã Yên Phong
- Phía nam giáp xã Lam Vỹ, xã Phượng Tiến và xã Thanh Thịnh
- Phía bắc giáp xã Bạch Thông và phường Bắc Kạn

Xã Thanh Mai có diện tích 111,08 km², dân số năm 2025 là 7.406 người.

## Lịch sử
Tháng 6 năm 2025, xã Thanh Mai được thành lập trên cơ sở nhập toàn bộ diện tích tự nhiên, quy mô dân số của xã Thanh Vận (diện tích tự nhiên là 29,79 km², dân số là 2.475 người); xã Thanh Mai (diện tích tự nhiên là 40,32 km², dân số là 3.006 người) và xã Mai Lạp (diện tích tự nhiên là 40,97 km², dân số là 1.925 người) của huyện Chợ Mới. Trụ sở làm việc của xã nằm tại xã Thanh Mai cũ.

## Hành chính
Đến năm 2019, xã Thanh Mai có 14 thôn là Trung Tâm, Nà Pẻn, Roỏng Tùm, Phiêng Luông, Nà Pài, Khuổi Phấy, Bản Phát, Bản Pá, Bản Tý, Khuổi Dạc, Bản Pjải, Nà Vàu, Bản Kéo, Khuổi Rẹt.
Xã Thanh Vận có bảy thôn là Quan Làng, Chúa Lải, An Thọ, Khau Chủ, Phiêng Khảo, Nà Rẫy, Nà Đon.
Xã Mai Lạp có năm thôn là Bản Ruộc, Khau Tổng, Bản Pá, Khau Ràng, Bản Rả.